# Acetat de aluminiu
Acetat de aluminiu se referă la o serie de săruri diferite ale aluminiului cu acid acetic. În stare solidă, există trei săruri sub această denumire: monoacetatul bazic de aluminiu, (HO)2AlCH3CO2, diacetatul bazic de aluminiu, HOAl(CH3CO2)2, și triacetatul de aluminiu, Al(CH3CO2)3. În soluție apoasă, triacetatul de aluminiu se hidrolizează și formează un amestec cu celelalte două, iar amestecul obținut pot fi denumit „acetat de aluminiu”, deoarece toate trei forme coexistă și se transformă reciproc în echilibru chimic.